# Ранола Норд (Напуљ)
Ранола Норд је насеље у Италији у округу Напуљ, региону Кампанија.
Према процени из 2011. у насељу је живело 139 становника. Насеље се налази на надморској висини од 10 м.